# عصر آتاری
عصر آتاری (انگلیسی: AtariAge) یک وبگاه برای بازی‌های رایانه‌ای آتاری است. این وبگاه در سال ۱۹۹۸ ایجاد شد و شامل اخبار بازی‌ها، بایگانی‌های تاریخی، انجمن‌های گفتگو، و فروشگاه آنلاین است.
این وبگاه نام خود را از مجله‌ای قدیمی به همین نام گرفته‌است و یک پایگاه داده قابل جستجو از بازی‌های رایانه‌ای است شامل راهنمای بازی، اسکرین‌شات، نظرات کاربران، الخ